# Simon van Dorp
Simon Hendrik van Dorp, född 10 april 1997, är en nederländsk roddare.
van Dorp har studerat vid University of Washington och tävlat i rodd för deras idrottsförening Washington Huskies.

## Karriär
Vid EM 2018 i Glasgow var van Dorp en del av Nederländernas lag som tog silver i åtta med styrman. Vid VM 2019 i Ottensheim var han en del av Nederländernas lag som tog silver i åtta med styrman. Vid EM 2020 i Poznań var van Dorp en del av Nederländernas lag som tog brons i åtta med styrman.
Vid EM 2021 i Varese var van Dorp en del av Nederländernas lag som tog brons i åtta med styrman. Vid olympiska sommarspelen 2020 i Tokyo, som arrangerades 2021, var han en del av Nederländernas lag som slutade på femte plats i åtta med styrman.
Vid EM 2023 i Bled tog van Dorp silver i scullerfyra tillsammans med Finn Florijn, Tone Wieten och Koen Metsemakers. Vid VM 2023 i Belgrad tog han silver i singelsculler. Vid olympiska sommarspelen 2024 i Paris tog van Dorp brons i singelsculler, vilket var Nederländernas första OS-medalj i herrarnas singelsculler sedan Jan Wienese tog guld vid OS 1968 i Mexico City.
Vid EM 2025 i Plovdiv tog van Dorp silver i scullerfyra tillsammans med Mats van Sabben, Lucas Keijzer och Gert-Jan van Doorn.